# Mixogaster dimidiata
Mixogaster dimidiata är en tvåvingeart som beskrevs av Giglio-tos 1892. Mixogaster dimidiata ingår i släktet Mixogaster och familjen blomflugor. Inga underarter finns listade i Catalogue of Life.